# Soniquera
Soniquera (auch: Zoniquera) ist eine Ortschaft im Departamento Potosí im südamerikanischen Anden-Staat Bolivien.

## Lage im Nahraum
Soniquera ist zentraler Ort des Kanton Soniquera im Municipio Colcha „K“ in der Provinz Nor Lípez. Die Ortschaft liegt auf einer Höhe von 4010 m am linken südlichen Ufer des Río Soniquera, der hier in westlicher Richtung fließt und zehn Kilometer flussabwärts in den Río Quetena mündet, der über den Río Grande de Lípez weiter zum Salar de Uyuni fließt.

## Geographie
Soniquera liegt im südlichen Teil des bolivianischen Altiplano am Nordwestrand der Cordillera de Lípez. Die Region weist ein ausgeprägtes Tageszeitenklima auf, bei dem die mittleren Temperaturen im Tagesverlauf stärkere Schwankungen aufweisen als im Jahresverlauf.
Die Jahresdurchschnittstemperatur der Region liegt bei etwa 6 °C (siehe Klimadiagramm Quetena Grande), die Monatsdurchschnittstemperaturen schwanken nur unwesentlich zwischen gut 1 °C im Juni/Juli und knapp 9 °C im Dezember/Januar. Der Jahresniederschlag ist mit 127 mm sehr niedrig, er liegt von April bis Oktober bei weniger als 5 mm Monatsdurchschnitt, nur in den Südsommermonaten Januar und Februar fallen nennenswerte Niederschläge.

## Verkehrsnetz
Soniquera liegt in einer Entfernung von 410 Straßenkilometern südwestlich von Potosí, der Hauptstadt des gleichnamigen Departamentos.
Von Potosí aus führt die Nationalstraße Ruta 5 über 198 Kilometer in südwestlicher Richtung bis Uyuni, das am Salar de Uyuni gelegen ist. Südlich von Uyuni führt eine teilweise unbefestigte Landstraße weiter in südwestlicher Richtung über San Cristóbal und erreicht nach 145 Kilometern Alota. Zwei Kilometer hinter Alota zweigt nach Norden eine Piste zur Provinzhauptstadt San Agustín ab, nach Süden hin durchquert eine Piste den Río Alota und führt über die Ortschaft Villa Mar und eine Straßenbrücke über den Río Quetena nach Soniquera.

## Bevölkerung
Die Einwohnerzahl der Ortschaft ist in den beiden letzten Jahrzehnten um etwa 15 Prozent zurückgegangen:
| Jahr | Einwohner | Quelle       |
| ---- | --------- | ------------ |
| 1992 | 558       | Volkszählung |
| 2001 | 472       | Volkszählung |
| 2012 | 485       | Volkszählung |
| 2024 |           | Volkszählung |

Die Region weist einen hohen Anteil an Quechua-Bevölkerung auf, im Municipio Colcha „K“ sprechen 90 Prozent der Bevölkerung die Quechua-Sprache.